# Travail, Justice, Solidarité

Devise en bas de l’armorie de la Guinée

Travail, Justice, Solidarité est la devise de la République de Guinée . Elle figure dans l'article premier de la Constitution du 7 mai 2010. 